# Emberiza affinis
El escribano culipardo (Emberiza affinis) es una especie de ave paseriforme de la familia Emberizidae propia de África subsahariana.
Se encuentra en Benín, Burkina Faso, Camerún, República Centroafricana, Chad, República Democrática del Congo, Costa de Marfil, Etiopía, Gambia, Ghana, Guinea, Guinea-Bissau, Kenia, Malí, Mauritania, Níger, Nigeria, Senegal, Sudán, Togo y Uganda.
Su hábitat natural son los bosques tropicales de tierras bajas.